# Corydalis oxalidifolia
Corydalis oxalidifolia är en vallmoväxtart som beskrevs av Frank Ludlow och Stearn. Corydalis oxalidifolia ingår i släktet nunneörter, och familjen vallmoväxter. Inga underarter finns listade i Catalogue of Life.